# Röda kapellet (blåsorkester)
Röda Kapellet är en amatörblåsorkester i Lund med rötter i sjuttiotalets vänsterrörelse (under 1970- och 80-talen var namnet Lunds Kommunistiska Blåsorkester). Behovet av musik första maj födde en orkester som under årens lopp spelat på gator och torg, på fester och kulturnätter och en rad olika evenemang. Orkestern har spelat på Mårtenstorget i Lund, i Tomelilla, i Berga i Katalonien och på Milos i Grekland. 
Initiativtagare till den våren 1974 grundade orkestern var Gunnar Sandin.
Orkestern spelar inte bara traditionell vänstermusik utan även musik av Joe Hill, Hanns Eisler, Kurt Weill, Nino Rota, Sergej Prokofjev, Mikis Theodorakis, Lars-Erik Larsson med flera.